# Dreamkillers
Dreamkillers ist eine australische Metalcore-Band aus Brisbane, die 1991 gegründet wurde, sich 1998 auflöste und seit 2006 wieder aktiv ist.

## Geschichte
Die Band wurde im Jahr 1991 gegründet und bezog ihren Namen aus dem 1957er Film The Red Planet von Williams Burrows. Die Besetzung anfangs bestand aus dem Schlagzeuger Paul McCullum, dem Bassisten Terry McDougall, den Gitarristen Sid Roberts und Sean Witcher und dem Sänger Les Jobson. Die Mitglieder waren zuvor bei den Bands Insane Hombres und Mystery of Sixes tätig gewesen. Mit Poison in the Soup (1992), Carnival of Skin (1993) und Fairgrounds for Insanity (1993) erschienen bei Velvet Urge Records die ersten drei EPs, während mit Gruppen wie Sepultura und Body Count abgehalten wurden. Danach änderte sich die Besetzung: Lindsay Beasley aka „Lindsay Tstdmanin“ kam 1994 am Schlagzeug und Dave Smith am Bass hinzu. Im Jahr 1995 erschien das Album Scorched Earth Policy bei Siren Records. Aufgrund der instabilen Besetzung hatte sich die Band eigentlich schon aufgelöst, als Roadrunner Records auf sie aufmerksam wurde und sie unter Vertrag nahm. Mit vierköpfiger Besetzung wurde das Album Character Building Hell-Trip aufgenommen, ehe es kurz nach der Veröffentlichung im Jahr 1998 zur Auflösung kam. Das 1999 bei Roadrunner Records erschienene Poison Carnival ist eine Kompilation der ersten beiden EPs. Im Jahr 2006 belebte Jobson die Band unter dem Namen Jobson's Dreamkillers wieder, wobei die Gruppe neben ihm aus Mitgliedern der Brisbaner Punk-Band Psychotic Lemmings bestand. Es war zunächst nur ein Auftritt auf dem jährlich stattfindenden 4ZZZ Market Day gedacht, aufgrund der positiven Resonanz entschied man sich jedoch das Projekt permanent wiederzubeleben. 2010 erschien bei Rare Collectable Records die EP Pockets of Water sowie als Eigenveröffentlichung das Album I'm Not Fuck'n Sorry als CD-R. Die Band besteht mittlerweile aus den Gitarristen Ross Cobb und Kev Lemming, dem Schlagzeuger Krist Hellboy und dem Sänger Les Jobson. In ihrer Karriere konnte die Gruppe unter anderem auch zusammen mit L7, The Damned und Rollins Band auftreten.

## Stil
Laut Brian Fischer-Giffin in seiner Encyclopedia of Australian Heavy Metal spielt die Band Metalcore mit sozialkritischen Texten, wobei der Stil mehr zum Hardcore Punk als zum Metal tendiere. Die Musik sei oft aggressiv, aber humorvoll. Thomas Hähnel vom Ox-Fanzine nannte die Musik auf Scorched Earth Policy „hypnotisch-apokalyptischen Metal“, der Life of Agony alt aussehen lasse. Der Gesang erinnere des Öfteren an Voivod. Die Musik sei eher weniger für Punks geeignet.

## Diskografie
- 1992: Poison in the Soup (EP, Velvet Urge Records)
- 1993: Carnival of Skin (EP, Velvet Urge Records)
- 1993: Fairgrounds for Insanity (EP, Velvet Urge Records)
- 1995: Scorched Earth Policy (Album, Siren Records)
- 1995: Sarah (Single, Siren Records)
- 1998: Character Building Hell-Trip (Album, Roadrunner Records)
- 1999: Poison Carnival (Kompilation, Roadrunner Records)
- 2010: I'm Not Fuck'n Sorry (Album, Eigenveröffentlichung)
- 2010: Pockets of Water (EP, Rare Collectable Records)